# Корси, Кристиана
Кристиа́на Ко́рси (итал. Cristiana Corsi; 23 апреля 1976, Рим — 22 февраля 2016, там же) — итальянская тхэквондистка, представительница полулёгкой весовой категории. Выступала за сборную Италии в середине 1990-х — конце 2000-х годов. Участница двух летних Олимпийских игр, чемпионка Европы, обладательница серебряной медали летней Универсиады в Тэгу, победительница многих турниров национального и международного значения.

## Биография
Кристиана Корси родилась 23 апреля 1976 года в Риме. Активно заниматься единоборствами начала с раннего детства, проходила подготовку в римском центре тхэквондо Centro TDK Roma под руководством тренера корейского происхождения Пак Ян Гиля.
Впервые вошла в основной состав итальянской национальной сборной в сезоне 1996 года, выступив на чемпионате Европы в Хельсинки. Благодаря череде удачных выступлений удостоилась права защищать честь страны на летних Олимпийских играх 2000 года в Сиднее — в стартовом поединке со счётом 5:2 одолела бразильянку Кармен Силву, но затем на стадии четвертьфиналов 1:8 уступила представительнице Южной Кореи Чон Джэ Ын, которая в итоге и стала олимпийской чемпионкой в категории до 57 кг. У неё был шанс побороться за бронзовую награду, но в первом же поединке утешительного турнира она проиграла и лишилась всяких шансов на попадание в число призёров, расположившись в итоговом протоколе соревнований на пятой строке. 
В 2002 году на чемпионате Европы в Самсуне Корси одержала победу над всеми своими соперницами в полулёгкой весовой категории и тем самым завоевала золотую медаль. Будучи студенткой, год спустя отправилась представлять страну на летней Универсиаде в Тэгу, где впоследствии сумела дойти до финала и выиграла серебряную медаль. В 2004 году съездила на европейское первенство в норвежский Лиллехаммер, откуда привезла награду бронзового достоинства. Находясь в числе лидеров тхэквондистской команды Италии, благополучно прошла отбор на Олимпийские игры в Афинах — на сей раз в стартовом поединке 2:0 выиграла у француженки Гвладис Эпанг, а в четвертьфинале 2:3 проиграла американке Ния Абдалла. В утешительной встрече за третье место со счётом 2:5 была побеждена россиянкой Маргаритой Мкртчян, снова став пятой.
После афинской Олимпиады Кристиана Корси ещё в течение одного олимпийского цикла оставалась в основном составе итальянской национальной сборной и продолжала принимать участие в крупнейших международных турнирах. Так, в 2008 году она успешно выступила на домашнем чемпионате Европы в Риме, где стала бронзовой призёркой в полулёгком весовом дивизионе. Пыталась пройти отбор на Олимпийские игры в Пекине, но не смогла этого сделать из-за слишком высокой конкуренции и вскоре приняла решение завершить карьеру профессиональной спортсменки, уступив место в сборной молодым итальянским тхэквондисткам.
Завершив карьеру спортсменки, занималась административной деятельностью. Была замужем, имела сына.
Умерла после продолжительной болезни 22 февраля 2016 года в возрасте 39 лет.